# مراد کاروف
مراد کاروف (انگلیسی: Mourad Karouf؛ زادهٔ ۲۷ دسامبر ۱۹۶۸) بازیکن سابق و مربی فوتبال اهل الجزایر است.
از باشگاه‌هایی که در آن بازی کرده‌است می‌توان به باشگاه فوتبال القبائل اشاره کرد.
وی همچنین در تیم ملی فوتبال الجزایر بازی کرده‌است.